# NGC 595
NGC 595 é uma gigantesca região H II na galáxia do Triângulo, localizada na direcção da constelação de mesmo nome. Possui uma declinação de +30° 41' 32" e uma ascensão recta de 1 horas, 33 minutos e 34,0 segundos. Foi descoberta em 1 de Outubro de 1864 por Heinrich Louis d'Arrest.